# Csertalakos
Csertalakos ist eine Gemeinde im Kreis Zalaegerszeg, das im Komitat Zala in Westungarn liegt. Sie liegt rund 50 Kilometer vom Plattensee entfernt. Die nächstgrößeren Städte sind Lenti, unweit der slowenischen Grenze und 30 Kilometer nördlich die Stadt Zalaegerszeg.

## Denkmäler und Sehenswürdigkeiten
Ein Kriegerdenkmal befindet sich in der Ortsmitte. Im Jahr 2007 ist ein 10 Meter hoher Aussichtsturm, welcher sich am Fußballplatz befindet, gebaut worden. Ein 30 Kilometer langer Radweg von Lenti nach Páka führt direkt durch Csertalakos.

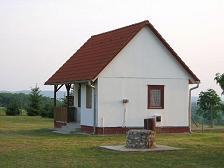
Minihotel am Sportplatz
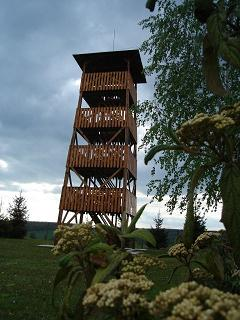
Aussichtsturm